# Dividenden (vals)
Dividenden, op. 252, är en vals av Johann Strauss den yngre. Den spelades första gången den 15 januari 1861 i Dianabad-Saal i Wien. 

## Historia
Under 1860 moderniserades det gamla badhuset Dianabad vid kanten av Donaukanalen och omvandlades till en balsal för vintersäsongen. Öppnandet av det nya badet ägde rum den 12 november 1860 då Josef Strauss presenterade sin Diana-Polka för allmänheten. Vid karnevalen 1861 spelade Straussorkestern i den nya balsalen i Dianabad. De traditionella föreningarna i Wien tyckte inte om Dianabad, de föredrog att hålla sina baler i Sofiensaal. Den då nyligen bildade sammanslutningen av österrikiska industrialister ("Vereinigung Oesterreichischer Industrieller") insisterade å andra sidan på att hålla sin första bal i den nya anläggningen. Johann Strauss tillägnade föreningen sin nyskrivna vals som spelades första gången den 15 januari 1861. Eftersom industriföretagen huvudsakligen representerade landets banker och lönsamma järnvägsbolag (som delade ut vinster till sina aktieägare) kallade Strauss verket för Dividenden (=utdelningar).

## Om valsen
Speltiden är ca 9 minuter och 23 sekunder plus minus några sekunder beroende på dirigentens musikaliska tolkning.

## Weblänkar
- Dividenden i Naxos-utgåvan.